# 1952年ヘルシンキオリンピックのハンガリー選手団
1952年ヘルシンキオリンピックのハンガリー選手団（1952ねんヘルシンキオリンピックのハンガリーせんしゅだん）は、1952年7月19日から8月3日にかけてフィンランドの首都ヘルシンキで開催された1952年ヘルシンキオリンピックのハンガリー選手団、およびその競技結果。

## 概要
今大会は金メダル16個、銀メダル10個、銅メダル16個の合計52個のメダルを獲得した。

## メダル
| メダル | 選手名                                                                                | 競技 | 種目             |
| ------ | ------------------------------------------------------------------------------------- | ---- | ---------------- |
| 金     | チェルマーク・ヨージェフ                                                              | 陸上 | 男子ハンマー投   |
| 金     | カタリン・ソーケ                                                                      | 競泳 | 女子100m自由形   |
| 金     | ノヴァーク・イロナ テメシュ・ユディット ノヴァーク・エーヴァ カタリン・ソーケ         | 競泳 | 女子4×400mリレー |
| 銀     | ノヴァーク・エーヴァ                                                                  | 競泳 | 女子400m自由形   |
| 銀     | ノヴァーク・エーヴァ                                                                  | 競泳 | 女子200m平泳ぎ   |
| 銅     | ザラーンディ・ラースロー ヴァラスディ・ゲーザ チャーニ・ジェルジ ゴルドヴァーニ・ベラ | 陸上 | 男子4×100mリレー |
| 銅     | アンタル・ローカ                                                                      | 陸上 | 男子50km競歩     |
| 銅     | エデン・フェルデシ                                                                    | 陸上 | 男子走幅跳       |
| 銅     | イムレ・ネーメト                                                                      | 陸上 | 男子ハンマー投   |
| 銅     | テメシュ・ユディット                                                                  | 競泳 | 女子100m自由形   |